# Дом Хренникова
Дом Хре́нникова (гостиница «Украина», укр. готель «Україна») — памятник истории и архитектуры местного значения в городе Днепре был построен в 1913 году по заказу Екатеринославского миллионера и популяризатора украинской культуры Владимира Хренникова. Дом относится к числу важнейших образцов украинского архитектурного модерна, и является одним из самых узнаваемых символов Днепра.